# Catedral de San Pedro y San Pablo (Sarátov)
La catedral de San Pedro y San Pablo (en ruso: Собор Святых Апостолов Петра и Павла) es la catedral de la diócesis Católica de Sarátov, ubicada como su nombre lo indica en Sarátov, una localidad de Rusia. 
Sarátov fue desde mediados del siglo XIX, la sede del obispo de Tiraspol en la Rusia imperial. No era residente en Tiraspol, pero tenía jurisdicción sobre el sur de Rusia y Siberia. La ciudad estaba poblada por grandes minorías de polacos y en especial por alemanes del Volga, estos últimos instalados en la región desde la segunda mitad del siglo XVIII. 
La primera iglesia católica fue construida en 1805 en un pequeño pueblo en crecimiento con colonos alemanes venidos de todo el Imperio. La iglesia fue diseñada para servir a la comunidad alemana que también abrió una escuela parroquial y una escuela católica de chicos y más tarde una secundaria católica para niñas. A mediados del siglo XIX se abrió un seminario católico para entrenar a sacerdotes alemanes (abierto a otras nacionalidades posteriormente). La catedral fue reconstruida en estilo neorrománico germánico en 1873, en la calle principal de la ciudad, la entonces llamada calle Alemana (en alemán: Deutsche Straße, en ruso: Nemetskaya Ulitsa) y fue dedicada a san Clemente en 1881.
Sin embargo, durante la época soviética la iglesia fue demolida (la religión estaba prohibida y los creyentes fueron perseguidos) y convertida en un cine (cine Pioneer). En tanto, la calle Alemana fue renombrada Kirov Prospect en referencia al líder bolchevique Serguéi Kírov, nombre que aún conserva. En 1941, por orden de Stalin, todos los alemanes étnicos de Rusia fueron deportados a campos de concentración gulags de trabajos forzados ubicados en Siberia y otras áreas de Asia Central, lo que provocó un genocidio.
Tras el colapso de la Unión Soviética no se le permitió a la comunidad católica retomar al antiguo sitio que ocupaba, por lo que una nueva catedral fue consagrada a los apostóles Pedro y Pablo en el 2000 con la presencia del nuncio apostólico, y solo se convirtió en catedral en el 2002.